# Primula jaffreyana
Primula jaffreyana là một loài thực vật có hoa trong họ Anh thảo. Loài này được King miêu tả khoa học đầu tiên năm 1886.